# Lizaso
Pour les articles homonymes, voir Lizaso (homonymie).
Lizaso en basque et en espagnol est une commune située dans la municipalité de Ultzama de la communauté forale de Navarre, dans le Nord de l'Espagne.

## Géographie
À l'ouest du village coule Arkil ugaldea (rivière Arkil) et à l'ouest l'Ultzama ibaia (rivière Ultzama).
La commune possède une chêneraie de 80 hectares appelé la forêt d'Orgi (Orgiko hariztia) est une aire naturelle protégée qui conserve de précieux specimen de plus de 500 ans. C'est dans ce bois que fut tourné en 1975 le film La Rose et la Flèche avec Audrey Hepburn et Sean Connery. Elle a été utilisée pour simuler la célèbre forêt de Sherwood.

## Langues
Cette commune se situe dans la zone bascophone de la Navarre dont la population totale en 2018, comprenant 64 municipalités dont Ultzama, était bilingue à 60.8%, à cela s'ajoute 10.7% de bilingues réceptifs. En 2011, 47.6% de la population d'Ultzama ayant 16 ans et plus avait le basque comme langue maternelle.

## Patrimoine

### Patrimoine religieux
- L'église de Simon eta Judas santuen eliza (Église des Saints Simon et Judas)[4].
- Le Couvent des Carmélites déchaussées (Karmeldar Oinutsen komentua) sur la route vers Gorrontz-Olano.

### Patrimoine civil
- Au sud du village se situe la forêt de chêne de Orgi (Orgiko basoa).

## Personnalité
- Patxi Cia, cycliste.